# Notation sociale
La notation sociale (ou évaluation sociale) est l'appréciation du comportement d'une entreprise ou d'une organisation à l'égard de son personnel et de ses partenaires.
 
L'équivalent anglais du terme est « social rating ».

## Méthodologie
Les critères pris en compte pour déterminer la notation concernent :
- le gouvernement d'entreprise
- la gestion des ressources humaines,
- les relations avec les fournisseurs
- les liens avec la société civile